# Система керування перекладами
Система керування перекладами (translation management system — TMS), раніше система керування глобалізацією (globalization management system — GMS), — різновид програмного забезпечення для автоматизації процесу перекладу людиною (на відміну від машинного перекладу) та підвищення ефективності перекладача.
Ідея системи керування перекладами полягає в тому, щоб автоматизувати всі повторювані й рутинні дії, які здатна виконувати програма, і залишити людині лише творчу перекладацьку роботу. У системі керування перекладами, як правило, поєднано щонайменше два типи технологій: технологію керування процесами, завдяки якій автоматизується робочий процес, та лінгвістичні технології, призначені для допомоги перекладачеві.
У типовій TMS-системі технологія керування процесами використовується для моніторингу вихідного тексту на предмет змін та передання вмісту між перекладачами й рецензентами. При цьому останні можуть фізично перебувати будь-де і зазвичай мають доступ до TMS-системи через Інтернет.
Сучасні системи керування перекладами найчастіше використовуються для керування різними аспектами перекладацької діяльності.

## Назва
Хоча «система керування перекладами» (TMS), здається, є усталеним терміном у галузі мовної локалізації, поширеними є також назви «система керування глобалізацією» (GMS) та «глобальна системи керування вмістом» (GCMS). Вони працюють із системами керування вмістом (CMS) як окремі, але пов'язані з ними програми, або просто як доповнення, що забезпечують відповідність певним вимогам щодо багатомовності.

## Огляд
Для керування вмістом іноземною мовою TMS-система зазвичай підключається до CMS-системи. Як правило, це тією чи іншою мірою стосується таких категорій:
- Бізнес-аднімістрування: керування проєктами, керування ресурсами, фінансовий менеджмент. Ця категорія зазвичай стосується засобів планування ресурсів підприємства (ERP).
- Керування бізнес-процесами: робочий процес, співпраця, засоби поєднання контенту. До цієї категорії зазвичай належать спеціалізовані засоби керування проєктами.
- Керування мовою: інтегрована пам'ять перекладів, перекладацькі вебінструменти, засоби перегляду й верстки. Зазвичай це здійснюється за допомогою спеціалізованих засобів перекладу.

Керування процесами покладається на CMS-систему, а бізнес-адміністрування та інструменти перекладу — на TMS-систему.

## Особливості й переваги
Переваги використання TMS-системи, які можна виміряти кількісно, подібні до переваг CMS-системи, але з урахуванням багатомовності:
- процес локалізації автоматизовано, за рахунок чого зменшуються витрати на керування, супутні витрати та витрати часу всіх залучених ланок;
- зменшуються витрати на локалізацію, скорочується час виходу на ринок та покращується якість перекладу
- завдяки докладному звітуванню поглиблюється співпраця між головним офісом та національними відділеннями.

Типовий робочий TMS-процес передбачає описані нижче кроки.
Як для загальнодоступних, так і для пропрієтарних CMS-систем є критичним контроль змін у мовних матеріалах — оновлень уже існуючих і появи нових матеріалів. Контент автоматично витягується із CMS-системи й передається в TMS-систему. У деяких випадках для подальшого аналізу й перекладу може знадобитися обробка файлів.
Керівники проєктів налаштовують робочі процеси відповідно до своїх потреб. Кожен учасник робочого процесу отримує сповіщення про нову роботу, яку належить виконати, а кожному проєкту та/або кожному завданню в рамках проєкту призначається унікальний номер для його відстеження. Перекладачі й редактори працюють онлайн або офлайн, а їхні запити й коментарі відстежуються в системі. Вони отримують коментарі від рецензентів замовника з метою перевірки та впровадження будь-яких виправлень.
Після затвердження документів пам'ять перекладів (ТМ) автоматично оновлюється для подальшого повторного використання. Нарешті, перекладені матеріали повертаються до CMS-системи для публікації, а до відповідних звітів надходять показники продуктивності й ефективності.
Лінгвістична технологія, як правило, передбачає використання принаймні пам'яті перекладів та термінологічну базу даних. Крім того, у більшості сучасних систем передбачено також технологію машинного перекладу.
- Пам'ять перекладів — це база даних усіх раніше перекладених речень (точніше, сегментів). Під час перекладу перекладач автоматично отримує з пам'яті відповідні пропозиції вже наявних перекладів, які були здійснені раніше.
- Термінологічна база — це глосарій, який містить конкретні слова й фрази та їхній контекстуальний переклад.
- Система машинного перекладу — це програма, яка використовує технологію обробки природної мови для генерування автоматичного перекладу тексту з однієї мови на іншу.

## Майбутнє
Майбутні тенденції розвитку TMS-систем:
- Подальший розвиток CMS-систем: спеціалісти з керування контентом зможуть замовляти переклади безпосередньо у власному середовищі.
- Інтеграція із середовищами створення текстового контенту, що дасть змогу враховувати наявних багатомовний контент під час створення нового контенту.
- Додання функцій керування бізнесом, які дадуть змогу попередньо оцінювати вартість і тривалість локалізації.
- Інтеграція з корпоративними системами — бухгалтерськими програмами та інструментами автоматизації продажу.

## Цільові ринки та ліцензування
Розробники TMS-систем орієнтують їх на дві основні групи покупців. З одного боку, це «чисті» розробники програмного забезпечення (ІТ-компанії), які залучають зовнішніх виробників контенту. З іншого боку, розробниками програмного забезпечення можуть також бути постачальники мовних послуг (language service providers — LSP), тому вони пропонують свої мовні послуги разом з індивідуальними технологічними пропозиціями щодо полегшення інтеграції клієнтів. Другу категорію часто називають «бізнес-полоненням», оскільки покупець, аби скористатися перевагами своєї платформи, змушений використовувати мовні послуги розробника TMS-системи.
Виробники контенту, які надають обмежений набір мовних послуг або мають укладені угоди про надання послуг третім LSP-компаніям, іноді вважають за краще зберегти свою незалежність й обмежитися придбанням ліцензії на програмне забезпечення. Однак поєднання технологічного рішення та мовних послуг так чи інакше має бути економічно ефективним. Тому LSP-компанії іноді вважають за доречне звертатися не до ІТ-компанії, а до інших LSP, які теж надають мовні послуги, — тобто до своїх конкурентів.
Багато LSP-компаній нервувались, коли британська компанія SDL, яка надає мовні послуги на ринку, придбала у 2005 році Trados, одразу перетворившись на найбільшого постачальника технологій перекладу. Як наслідок цієї угоди, на ринку з'явилися конкурентоспроможні хмарні системи керування перекладами, які об'єднують функціональність TMS-системи із CAT-інструментами та онлайн-редакторами перекладів.

## Приклади систем керування перекладами
- memoQ (CAT-система з TMS-функціями)
- Plunet
- Protemos
- Smartcat (хмарна CAT-система з TMS-функціями)
- XTRF